# サマニヨモギ
サマニヨモギ（様似蓬、学名:Artemisia arctica subsp. sachalinensis）はキク科ヨモギ属の多年草。高山植物。

## 特徴
地下茎を垂直に長く太く伸ばす。走出枝は出さない。茎は叢生し、分枝しないで高さ20-50cmになる。はじめ茎に黄褐色の長軟毛があるが、花時には毛は薄くなる。根出葉は長さ3.5-7cmになる葉柄があり、葉身は長さ2.5-5cm、幅3.5-4cmになり、2回羽状深裂する。はじめ葉の両面に白色から褐色の長軟毛が生えるが、のちに落ちる。茎につく葉は葉柄をもって互生し、1-2回羽状深裂し、茎の上部にいくにしたがって小さくなる。
花期は7-9月。花は花茎の先に総状花序または複総状花序につき、黄色の頭花を10個ほどやや下向きにつける。花柄は長さ1-12mm。頭花は直径7-10mmの半球形で、総苞片は3列。頭花は舌状花がなく筒状花のみで構成される。

## 分布と生育環境
日本では、北海道、本州東北地方北部の早池峰山、八幡平茶臼岳・八幡平源太ヶ岳に分布し、高山帯の岩石地、砂礫地や乾いた草地に生育する。世界では、サハリン、千島列島、カムチャツカに分布する。

## 和名の由来
様似蓬の意味で、発見地である北海道日高地方の様似からつけられた。

## ギャラリー
- 植物体全体にまだ毛がある頃。7月上旬。
- 茎は叢生する。

## 下位分類
- シロサマニヨモギ Artemisia arctica Less. subsp. sachalinensis (F.Schmidt) Hultén f. villosa (Koidz.) Kitam.[6] - 植物体全体に白色の長軟毛が密に生える。花時にも毛は落ちない。北海道、樺太に分布する[2][3][4][5]。